# 水平對臥引擎

左右對稱的活塞作動時像拳擊手出拳，故又名boxer engine

水平對臥引擎（英語：flat engine）乃是根據複數的汽缸分成兩等分，以曲軸為中心呈現180度夾角而分列左右的形狀，因而得名「水平對臥」。再者，左右對稱的活塞作動時像拳擊手出拳，故又名boxer engine。這個概念最早由德國機械工程師卡爾·本茨（也就是梅賽德斯-賓士創始人之一）提出，並於1896年獲得專利，如今此行種型式之引擎廣被德國保時捷及日本速霸陸兩大車廠所採用。
水平對臥引擎很容易跟相對活塞式引擎（opposed-piston engine）混淆，另外一種容易混淆的例子是直列型二、三、四甚至多個汽缸的引擎，傾斜呈V型180度，但一般認為這與傳統直列型引擎並無二致。

## 概要

### 優點
活塞的往復運動是左右相對地運作，產生的震動有所抵銷，故其運轉相當平順。其次是活塞運動角度的設計擁有平衡良好的優勢，相對於直列型引擎來說，曲軸所需的反向配重比較少，間接減輕了曲軸的重量。如此一來非但可以減輕引擎的整體重量，對於轉速提升的反應也有所助益。因為汽缸呈現水平狀態，汽缸蓋、汽門系統皆隨著採水平配置，因此引擎的重心位置極低。此外，低平的引擎本體外型更貼近底盤，車身穩定性更高、更均衡，比起直列型或V型引擎更能抵抗側向偏移。

### 缺點
水平對臥引擎最大的缺點是打造費時，製造成本相對較高。比如同樣四汽缸的配置，直列型引擎的四缸呈直線排列，車廠在製造時只需一個汽缸本體、氣門上座、凸輪軸、汽門外蓋便能構成一具引擎的主要元件。然而水平對臥引擎必須將這些部件拆成左、右兩側，每一側兩汽缸就需要雙倍的汽缸本體、氣門上座、凸輪軸、汽門外蓋。正因周围配件和引擎腳的安裝孔位不一樣，這些零件無法開發單模成對生產，非得花費更多開模成本來製造兩側不同的引擎組件才行。同時為了確保引擎工作效率和耐用度，進排氣角度、燃燒室氣流形狀、氣門結構等都必須經過精密的計算，增加了設計的困難度。
由於汽缸頭分列左右兩端，兩個分離的燃燒室的進排氣系統、點火系統、供油系統、進排氣閥門等各自獨立，如何處理這些必要元件變得很繁雜。地球引力造成了汽缸上半部機油偏少，大多累積在下半部，產生活塞上半部偏磨的問題。所以水平對臥引擎的潤滑系統和冷卻系統相對而言較為複雜，也影響到引擎室的佈局。加上引擎本體呈扁平狀，緊湊的引擎室佈局增高了維修困難度。其擺放方式多為縱置，較適合後輪驅動或四輪驅動車，故應用範圍受限。

### 種類
- 水平對臥二缸引擎
- 水平對臥四缸引擎
- 水平對臥六缸引擎
- 水平對臥八缸引擎
- 水平對臥十缸引擎
- 水平對臥十二缸引擎
- 水平對臥十六缸引擎

## V型180度引擎

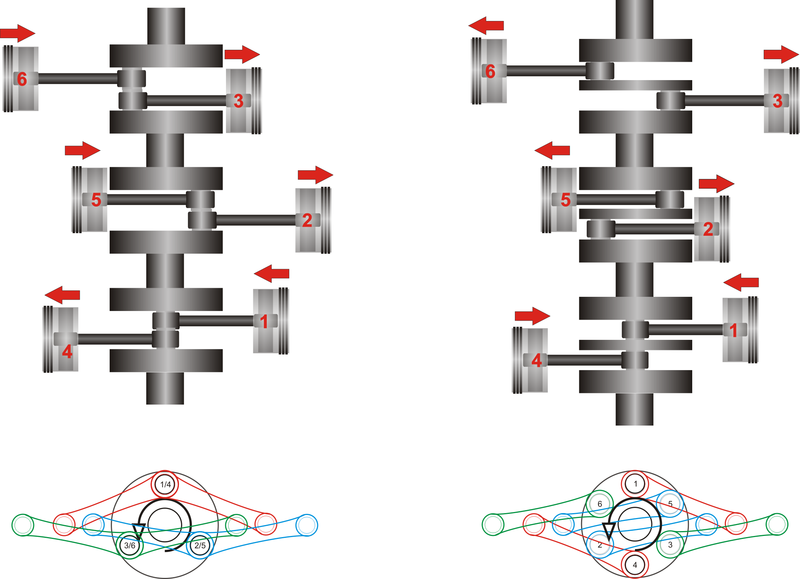
左為180°V型，右為水平對臥型，可以看出六汽缸裡的活塞作動方向不同

雖然從外觀上來看，V型180度型和水平對臥型並沒有太大差異，但是從曲軸、汽缸形式等內部構造便可見出端倪：V型180度的左右汽缸內曲柄銷是共通的，而水平對臥型則是汽缸分列左右，以曲軸為中心呈現180度夾角。V型180度的震動在對向汽缸間並無法抵消，若無8汽缸以上的偶數汽缸則會產生激烈的震動。

## 外部連結
- 癮車報：揭開Subaru的四大核心祕密 - (1)水平對臥引擎